# 10-летие Чернобыльской катастрофы
10-летие Чернобыльской катастрофы (укр. 10-річчя Чорнобильської катастрофи) — памятная монета номиналом в 200 000 карбованцев, выпущенная Национальным банком Украины. Выпущена по случаю десятилетия аварии на Чернобыльской АЭС.
Монета была введена в обращение 25 апреля 1996 года. Входит в серию монет «Другие монеты».

## Описание и характеристики
| Номинал | Металл   | Масса | Диаметр | Гурт      | Тираж   |
| ------- | -------- | ----- | ------- | --------- | ------- |
| 200 000 | мельхиор | 14,35 | 33,0    | рифлённый | 250 000 |

### Аверс
В центре монеты изображён малый герб Украины, обрамлённый с двух сторон ветвями калины, над гербом выбито число 1996 — год чеканки. Под гербом выбит номинал монеты. За бусиновым узором круговая надпись, сверху: «УКРАИНА», снизу: «КАРБОВАНЦЕВ»

### Реверс
На реверсе монеты в центре изображён колокол с надписью «ЧЕРНОБЫЛЬ», вокруг колокола изображены 5 летящих журавлей. Под колоколом расположена надпись «1986—1996». На монете выбита круговая надпись «ТРАГЕДИЯ•ПОДВИГ•ПРЕДОСТЕРЕЖЕНИЕ».

## Авторы
- Авторы эскизов — Ивахненко, Александр Андреевич (аверс), Сергей Миненок (реверс)
- Автор моделей — Мария Полдауфова

## Цена монеты
Цену монеты в 2 гривны установил Национальный банк Украины в момент реализации монеты через его филиалы.
В разные годы цена монеты менялась так:
| Год  | 2013 | 2014 | 2015 | 2016 |
| ---- | ---- | ---- | ---- | ---- |
| Цена | 5    | 10   | 20   | 25   |